# Lars Larsen
Lars Kristinus Larsen (* 6. August 1948 in Hurup; † 19. August 2019 in Silkeborg) war ein dänischer Unternehmer. Er war Gründer und Eigentümer der JYSK-Gruppe (Dänisches Bettenlager) und galt als der viertreichste Mann Dänemarks. Sein Privatvermögen wurde 2010 auf 17,5 Milliarden Dänische Kronen (ca. 2,4 Milliarden Euro) geschätzt.

## Leben
Larsen stammte aus bescheidenen Verhältnissen. Er wurde in Hurup in Thy im nordwestlichen Dänemark geboren. Nach seiner Lehrzeit, die er in einem Handwerksbetrieb absolviert hatte, war er in einem Möbelgeschäft angestellt. Für seine Geschäftsidee, eine Ladenkette als Bettenlager zu betreiben, konnte er eine kleine Bank in Vodskov bei Aalborg gewinnen. Zu ihr unterhält der Konzern noch heute eine Bankverbindung.
Sein Erfolg begann mit der Eröffnung eines Fachgeschäfts für Schlafzimmereinrichtungen (Jysk Sengetøjslager) in Aarhus am 2. April 1979, dem rasch weitere Filialen in Europa und Amerika folgten. Bekannt wurde Larsen durch seine Werbespots im dänischen Fernsehen, wo er mit jütischem Akzent preiswerte Ware ohne Umschweife feilbot, teilweise in Decken und Kopfkissen eingekuschelt.
Kritisiert wurde Larsen wegen der Arbeitsverhältnisse seiner Angestellten, die viele Überstunden ohne Vergütung leisten müssten.
Im Juni 2019 gab Larsen bekannt, dass er an Leberkrebs erkrankt sei und deshalb seine Funktion als Chairman of the Board der JYSK Holding A/S an seinen Sohn Jacob Brunsborg abgebe. Larsen starb am 19. August 2019 in seinem Wohnort Silkeborg.

## Trivia
Larsen verteilte 2004 seine Autobiografie in Verbindung mit dem 25-jährigen Firmenjubiläum an alle dänischen Haushalte. Die über 2,4 Millionen Exemplare machten das Buch zur größten Auflage, in der bis dahin ein dänischer Titel erschienen war. Da rund ein Fünftel der Bevölkerung angab, das Buch gelesen zu haben, wurde Larsen zu einem der meistgelesenen Autoren Dänemarks.
Larsens Spitzname Dyne-Larsen kommt vom dänischen Wort für „Oberbett“, dyne.

## Werke
- Lars Larsen: Go’ daw jeg hedder Lars Larsen. En selvbiografi. Hansen Mejlgade, Aarhus 2004, ISBN 87-91532-00-0.